# Elgar Vosbrug
De Elgar Vosbrug (brug 2296) is een bouwkundig kunstwerk in Amsterdam-Oost.
De brug werd aangelegd in verband met de renovatie van Park Frankendael. Dat had in de loop der jaren een achterstand in onderhoud opgelopen en werd onder leiding van architectenbureau Sant en Co van Edwin Santhagens gereed gemaakt voor de moderne tijd. Daartoe werd het padenstelsel aangepast en de waterhuishouding verbeterd. Het park dat bijna geheel omsloten is door een ringgracht/sloot had behoefte aan een aantal bruggen. Brug 2296 werd in die periode aangelegd.
De brug, naar ontwerp van Edwin Santhagens, is gebouwd op een betonen paalfundering met daarop betonnen jukken. Over de jukken lopen houten balken die het houten dek dragen. De leuningen worden gevormd door rechtopstaande houten balken waartussen een metalen leuning en staalkabels. Het hout is grotendeels blank gehouden. De brug geeft een in- en uitgang van het park aan de Kamerlingh Onneslaan.
De brug ging vanaf oplevering naamloos door het leven. Amsterdammers kunnen sinds 2016 verzoeken indien om bruggen een naam te geven zodat zij opgenomen kunnen worden in de Basisregistratie Adressen en Gebouwen. Vanuit de stichting Vrienden van Frankendael werd een verzoek ingediend om een van de bruggen te vernoemen naar Elgar Vos (1948-2011) een buurtbewoner die zich heeft ingespannen bij de herinrichting van genoemd park. Het verzoek werd in 2017 door de gemeenteraad ingewilligd, al was nog niet duidelijk welke brug zijn naam zou gaan dragen. In de groenstrook langs de Middenweg aan de parkzijde is op een van de zwerfstenen een plaquette aangebracht met het gedicht Frankendael van Elgar Vos. 

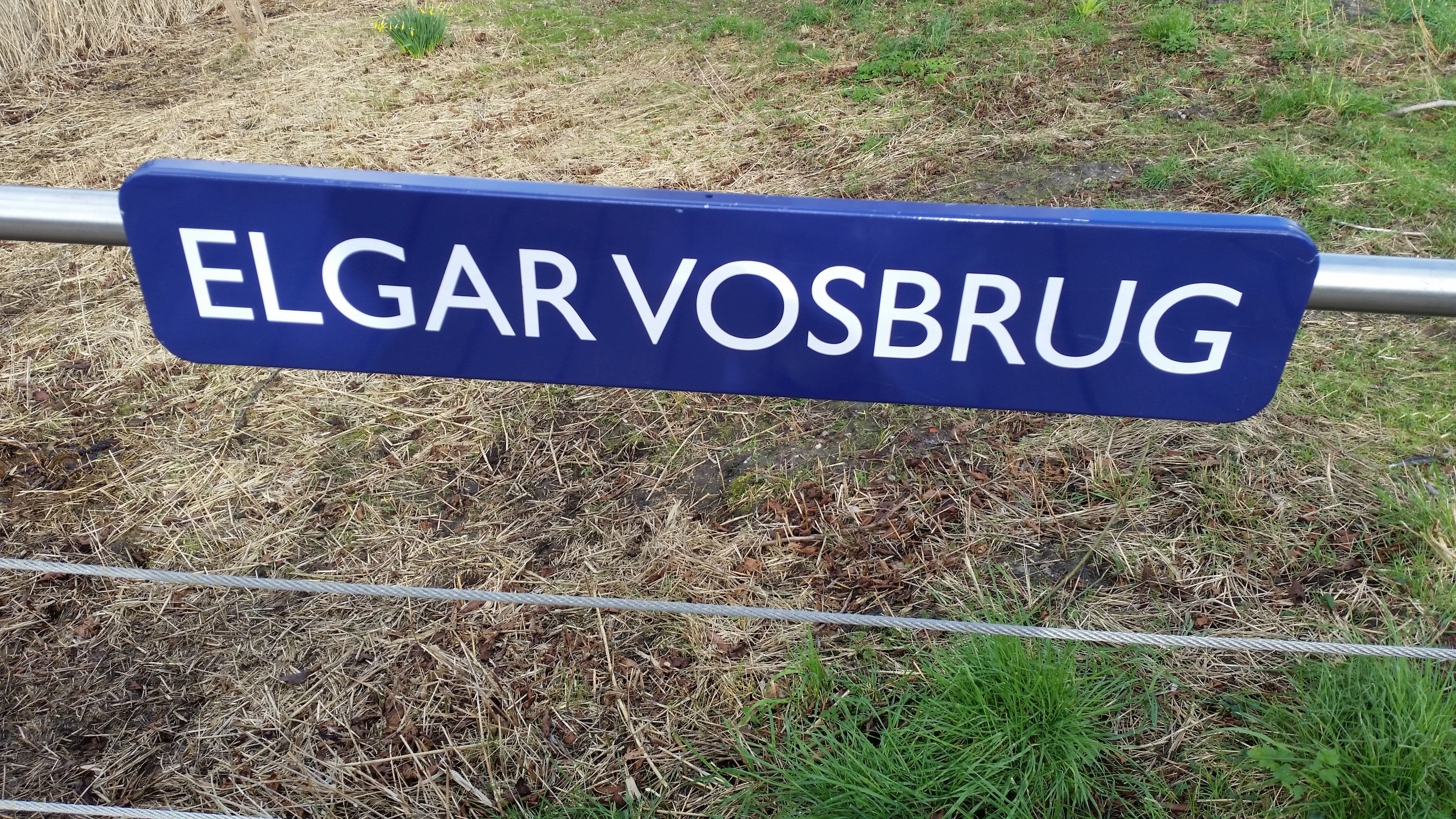
naamplaat (maart 2020)

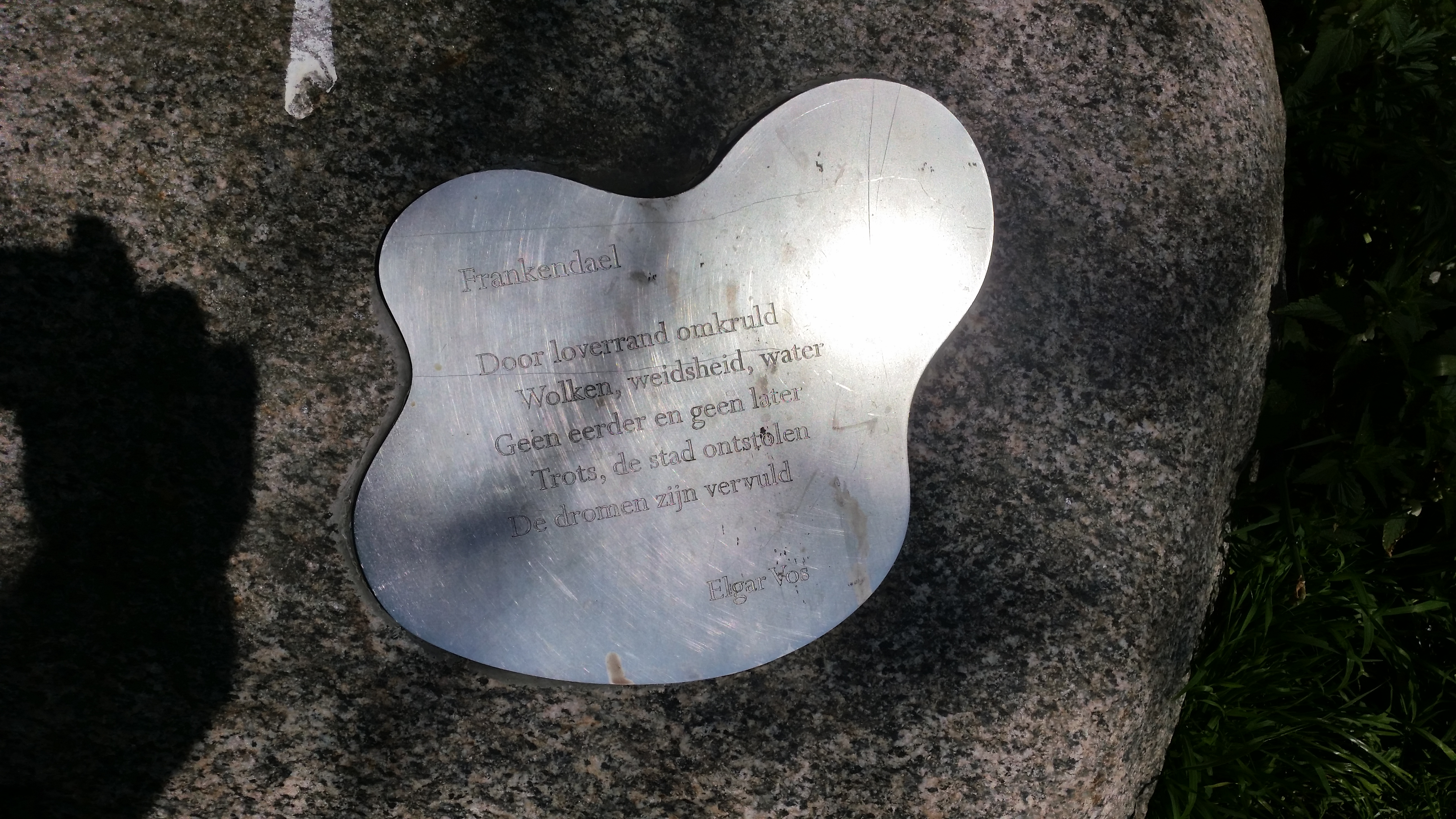
Gedicht van Vos op plaquette (april 2020)